# Paulo Goulart Filho
Paulo Goulart Filho, nome artístico de Paulo Afonso Miessa Filho (Curitiba, 13 de março de 1965), é um bailarino, coreógrafo, ator e diretor de teatro brasileiro. Ao longo de uma carreira iniciada em 1976, se tornou um dos mais importantes bailarinos e coreógrafos do teatro brasileiro.

## Biografia
Filho do ator Paulo Goulart e da atriz Nicete Bruno, é irmão caçula das também atrizes Beth Goulart e Bárbara Bruno. Formado em Educação Física, passou a se dedicar à dança nos anos 80 como bailarino, atuando em musicais como Cabaret e Não Fuja da Raia e em Cias. de dança como Jazz Company, OMSTRAB, Balé da Cidade de São Paulo, depois se dedicou a carreira de ator atuando em televisão, cinema e teatro em mais de 50 espetáculos teatrais.
Fez sua estreia na produção Papai Coração, da TV Tupi, em 1976, atuando ao lado da família. Depois, ainda na TV Tupi, fez Éramos Seis. A seguir, fez na Rede Manchete o Incrível, Fantástico, Extraordinário. Depois, na Rede Globo, fez Incidente em Antares. Trabalhou na Rede Bandeirantes na produção O Campeão. Na TV Record, fez Alma de Pedra. No SBT atuou nas novelas Uma Rosa com Amor e Chiquititas. Em 2016, o ator fez a novela bíblica A Terra Prometida na TV Record, encarnando o gigante Talmal., Jurado das 4 temporadas do programa Dancing Brasil, apresentado por XUXA na Rede Record. Fez uma participação na série Ilha de Ferro, na Rede Globo.
Fez ainda peças teatrais, como Dona Rosita, a Solteira, Poe, A Inveja Dos Anjos, A Margem da Vida, Camões, Como Se Tornar Uma Super Mãe, em 10 Lições, Enfim Sós, Sábado, Domingo e Segunda, O Cavalo na Montanha, A tempestade, Os 39 degraus, Chaplin, o musical.  No cinema, fez Bezerra de Menezes – O Médico dos Pobres.

## Filmografia

### Televisão
| Ano     | Título                               | Personagem                         | Notas                       |
| ------- | ------------------------------------ | ---------------------------------- | --------------------------- |
| 2021    | Gênesis                              | Sharur                             |                             |
| 2019    | Troca de Esposas                     | Participante                       | Episódio: " 11"             |
| 2018    | Ilha de Ferro                        | Dr. Francis                        |                             |
| 2017/19 | Dancing Brasil                       | Jurado                             |                             |
| 2016    | A Terra Prometida                    | Gigante Talmal                     |                             |
| 2015    | Milagres de Jesus                    | Soldado Romano que crucifica Jesus | Episódio: " A Crucificação" |
| 2014    | Chiquititas                          | Marcelo Mattos                     |                             |
| 2010    | Uma Rosa Com Amor                    | Investigador Paulo Guimarães       |                             |
| 2005    | Carandiru, Outras Histórias          | Operário                           |                             |
| 1999    | Você decide                          | Ivo Nunes (jovem)                  |                             |
| 1998    | Alma de Pedra                        | Edinho                             |                             |
| 1997    | Não Fuja da Raia                     |                                    |                             |
| 1996    | O Campeão                            | Narciso Caldeira                   |                             |
| 1994    | Incidente em Antares                 | Xisto Vacariano                    |                             |
| 1992    | Incrível, Fantástico, Extraordinário | Participação Especial              |                             |
| 1977    | Éramos Seis                          | Menino                             |                             |
| 1976    | Papai Coração                        | Demo                               |                             |

### Cinema
| Ano  | Título                                       | Personagem                  |
| ---- | -------------------------------------------- | --------------------------- |
| 2006 | Espeto                                       | Curta-metragem              |
| 2008 | Bezerra de Menezes - O Diário de um Espírito | Cassiano                    |
| 2010 | As Mães de Chico Xavier                      | Militar                     |
| 2021 | Lampião - O Filme                            | Virgulino Ferreira da Silva |

## Coreógrafo
- 2012 - Os três porquinhos na cidade grande
- 2011 - O Morcego - Ópera
- 2011 - Pira, Pirandelo, Pira
- 2010 - A Viúva Alegre - Ópera
- 2010 - Bixiga – O musical na contra mão
- 2010 - Parapapá Parlapatões e Banda Paralela
- 2010 – As aventuras do criado malcriado
- 2010 – O Rei Leão (adaptação)
- 2009 – Alladin (adaptação)
- 2008 – O Santo Parto
- 2008 – O Mágico de Óz (adaptação)
- 2007 – Os saltimbancos (adaptação)
- 2007 – Amor por Nelson e A Noite do Meu bem'"
- 2006 – A pequena Sereia (adaptação)
- 2006 – Adoráveis sem vergonhas
- 2005 – A Bela e a Fera (adaptação)
- 2005 - Eu e Ela: Um verdadeiro dilema – Clodovil Hernandes
- 2004 - X Y, A Verdadeira Diferença entre os Sexos
- 1998 - O Encontro, O masculino na dança
- 1998 - Vertigem – 7 Cia de dança
- 1993 - O Auto da Compadecida